# Óscar Cerén
Óscar Elías Cerén Delgado (Quezaltepeque, 26 ottobre 1991) è un calciatore salvadoregno, centrocampista dell'Alianza.

## Carriera

### Club
Ha sempre giocato nel campionato salvadoregno.

### Nazionale
Ha debuttato in Nazionale nel 2013, venendo poi convocato per la Gold Cup 2017.